# Lennart Berns (filmproducent)
Erik Lennart Folke Berns, född 15 november 1926 i Stockholm, död där 17 mars 1998, var en svensk filmproducent och barnskådespelare.

## Producent
- 1968 – Farbror Blås nya båt
- 1968 – Komedi i Hägerskog
- 1969 – Mej och dej
- 1969 – Skottet
- 1970 – Ann och Eve – de erotiska
- 1970 – Kongi's Harvest
- 1972 – Mannen från andra sidan

## Filmografi roller
- 1935 – Ebberöds bank